# Crayon Shin-chan - Arashi o yobu - Eikō no Yakuniku Road
Crayon Shin-chan - Arashi o yobu - Eikō no Yakuniku Road (クレヨンしんちゃん 嵐を呼ぶ 栄光のヤキニクロード?, Kureyon Shin-chan - Arashi o yobu - Eikō no Yakiniku Rōdo, letteralmente "Crayon Shin-chan - Evocare la tempesta - Yakuniku Road della gloria") è un film d'animazione del 2003 diretto da Tsutomu Mizushima.
Si tratta dell'undicesimo film basato sul manga e anime Shin Chan. Come per gli altri film di Shin Chan, non esiste un'edizione italiana del lungometraggio.

## Trama
La famiglia Nohara viene incriminata erroneamente da una misteriosa organizzazione che li porterà a fuggire il più velocemente possibile dalla città. Sarà Shin-chan, aiutato dai familiari, a scoprire chi c'è dietro tutto questo.

## Personaggi e doppiatori
| Personaggio       | Doppiatore      |
| ----------------- | --------------- |
| Shinnosuke Nohara | Akiko Yajima    |
| Hiroshi Nohara    | Keiji Fujiwara  |
| Misae Nohara      | Miki Narahashi  |
| Himawari Nohara   | Satomi Koorogi  |
| Masao Sato        | Mie Suzuki      |
| Nene Sakurada     | Tamao Hayashi   |
| Tooru Kazama      | Mari Mashiba    |
| Boo               | Chie Satou      |
| Buriburizaemon    | Kaneto Shiozawa |
| Midori Yoshinaga  | Yumi Takada     |
| Ume Matsuzaka     | Michie Tomizawa |
| Enchiyou          | Rokurō Naya     |

## Distribuzione

### Edizioni home video
In Giappone il film è stato distribuito in VHS il 25 marzo 2004 e in DVD il 26 novembre 2004.